# Aérodrome de Marina di Campo
L'aéroport de Marina di Campo (code IATA : EBA • code OACI : LIRJ) est un aéroport public situé sur l'Île d'Elbe en Italie.

## Situation

### Carte des aéroports en Italie
| \| 100 km1:7 506 000 \| Abruzzes Alghero Ancône Bari Bergame Bologne Bolzano Brescia Brindisi Cagliari Catane Comiso Grosseto Coni Elbe Florence Foggia Gênes Lamezia Terme Lampedusa Milan L. Milan M. Naples Olbia Palerme Pantelleria Parme Pérouse Pise Reggio de Calabre Rimini Rome C. Rome F. Salerne Trapani Trévise Trieste Turin Venise Vérone |
| 100 km1:7 506 000 |

## Statistiques
Pour des raisons techniques, il est temporairement impossible d'afficher le graphique qui aurait dû être présenté ici.

Voir la requête brute et les sources sur Wikidata.

## Compagnies et destinations
| Compagnies            | Destinations                                                                                    |
| --------------------- | ----------------------------------------------------------------------------------------------- |
| Silver Air            | Florence-Peretola, Pise-Galileo Galilei En saison: Bologne-Borgo Panigale, Lugano, Milan-Linate |
| Swiss Flight Services | En saison: Berne-Belp, La Chaux-de-Fonds                                                        |

Édité le 15/07/2018  Actualisé le 05/01/2023